# Stazione di Thurles
La stazione di Thurles è una stazione ferroviaria che fornisce servizio a Thurles, contea di Tipperary, Irlanda. Attualmente le linee che vi passano sono la ferrovia Dublino–Cork che collega Dublino con Cork, e gli Intercity che portano da Dublino a Tralee e Limerick. La stazione che fu aperta il 13 marzo 1848, ha due binari in uso regolare, più un binario morto ed è una delle più trafficate della linea Dublino–Cork visto che vi passano in media 17 treni al giorno. Si trova a 15 minuti di cammino dallo Semple Stadium.
È un luogo piuttosto famoso in tutta la nazione visto che qui fu arrestato William Smith O'Brien, un uomo che commise una moltitudine di crimini durante la Grande carestia del secolo XIX.

## Servizi ferroviari
- Intercity Dublino–Cork
- Intercity Dublino–Limerick
- Intercity Dublino–Tralee

## Servizi
- Servizi igienici
- Capolinea autolinee
- Biglietteria a sportello
- Biglietteria self-service
- Distribuzione automatica cibi e bevande